# Furkan Akar
Furkan Akar (Erzurum, 6 marzo 2002) è un pattinatore di short track turco.

## Biografia
Ha iniziato a praticare gli sport invernali motivato dal fratello mentre lo osservava in allenamento. All'età di nove anni ha iniziato a praticare lo sci. Poi si è dedicato allo short track.
È studente di coaching sportivo presso la Facoltà di Scienze dello Sport dell'Università Atatürk di Erzurum.

### Carriera
Ha fatto parte della squadra nazionale giovanile dal 2015; in seguito è approdato in nazionale maggiore.
Al Festival olimpico invernale della gioventù europea di Sarajevo 2019 ha conquistato la medaglia d'argento nei 500 m, terminando alle spalle del polacco Mateusz Krzemiński. Nei 1500 m ha vinto il bronzo, dietro all'ungherese Attila Talabos e al russo Vladimir Balbekov.
Ha rappresentato la Turchia ai Giochi olimpici invernali di Pechino 2022, sfilando come alfiere durante la cerimonia d'apertura, assieme alla fondista Ayşenur Duman. Ha partecipato ai 1000 m, concludendo al secondo posto nella Finale B, che gli è valso il 6º posto nella classifica finale.
Agli europei di Danzica 2023 ha vinto la medaglia di bronzo, terminando alle spalle del belga Stijn Desmet e dell'olandese Jens van 't Wout.

## Palmarès
- Europei

Danzica 2023: bronzo nei 1000 m;